# Claude Perrottet
Claude Perrottet (* 15. Januar 1941 in Basel; † 16. Januar 2001 in Zürich) war ein Schweizer Tänzer, Choreograf und Tanzpädagoge.

## Leben
Perrottet war der Sohn des Bühnenbildners André Perrottet von Laban und Enkel der Tanzpädagogin Suzanne Perrottet und des Tänzers und Choreografen Rudolf von Laban. 1960 begann er seine Tanzausbildung bei Vera Pasztor in Zürich, ging dann an der Folkwang Hochschule in Essen (1961–63) und ans Art of Movement Studio in Addlestone (1964/65).
Nach verschiedenen Lehrtätigkeiten gründete er 1978 in Zürich das "Tanzforum", um das zeitgenössische Tanz- und Bewegungsschaffen zu fördern. Seit 1980 führte Perrottet eine eigene Ausbildungsstätte und organisierte regelmässig internationale Sommer- und Winterintensivkurse nach Laban und Laban-Tanzfeste mit der wieder entdeckten Sparte Bewegungschor.
Ab 1987 organisierte er zudem die Laban-Tanzfeste, in denen Laien zusammen mit professionellen Tänzerinnen und Tänzen auftraten.

## Publikationen
- Ausdruck in Bewegung und Tanz. Ein Handbuch der Bewegungs- und Tanzerziehung auf der Grundlage der Konzepte Rudolf von Labans. Paul Haupt, Bern/Stuttgart 1983
- Raum - Tanz, Tanz - Raum. Zwölf choreutische Tanzetüden von Lisa Ullmann., aufgeschrieben in Kinetografie/Labanotation und kommentiert von Claude Perrottet, Egham, Laban International Courses, und Zentrum für Bewegungskunst, Zürich 1996
- als Herausgeber: Tanzblättchen des Zentrums für Bewegungskunst (Zeitschrift)

## Auszeichnungen
1999 erhielt er die Ehrengabe der Stadt Zürich als kulturelle Auszeichnung der Tanzkommission für seine Fortbildung nach Rudolf von Laban (dotiert mit 9.000 Franken).